# Anna Margaret

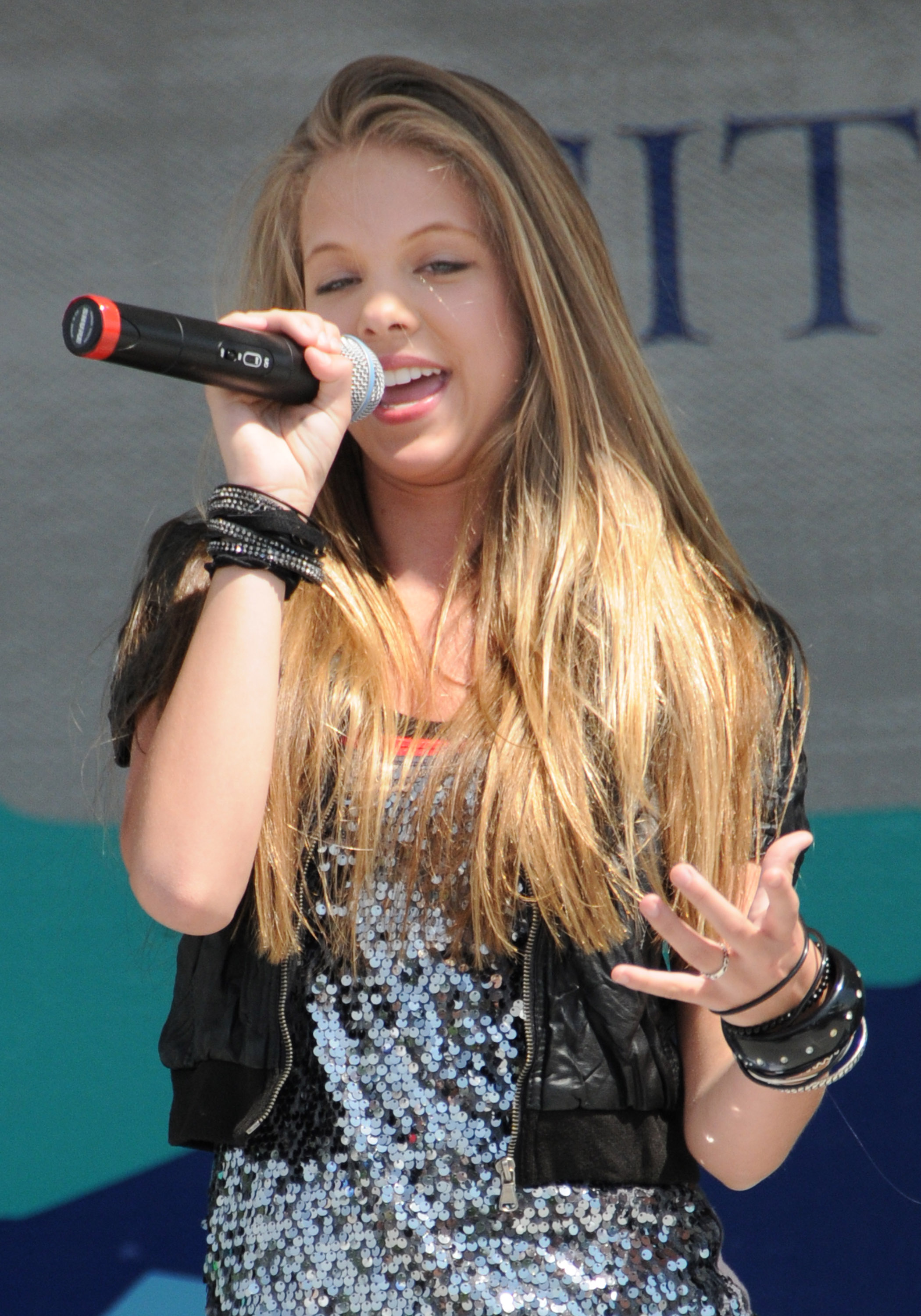
Anna Margaret (April 2010)

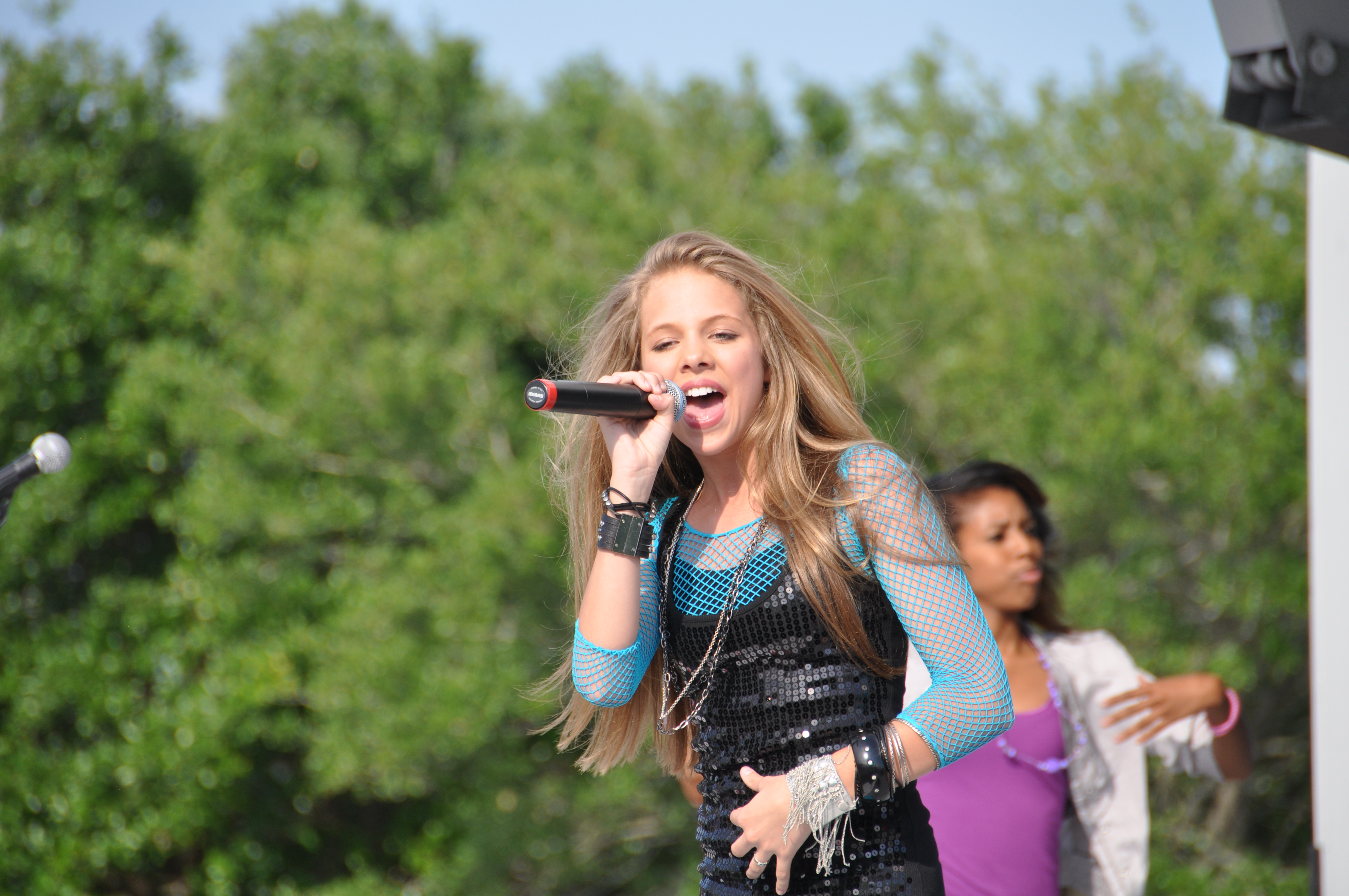
Anna Margaret (April 2010)

Anna Margaret Collins (* 12. Juni 1996 in Lecompte) ist eine US-amerikanische Sängerin, Songschreiberin und Schauspielerin. 2010 begann ihre Gesangskarriere, als sie für den Disney-Channel-Film StarStruck – Der Star, der mich liebte, die Songs „Something About The Sunshine“ und „New Boyfriend“ sang.

## Leben
Collins hat zwei jüngere Geschwister, einen Bruder, Grant, und eine Schwester, Ellie. Seit ihrer frühen Kindheit nimmt sie Gesangsunterricht und tritt bei Talentshows auf. Ihre Familie musste mehrere Male umziehen, unter anderem nach New Orleans, Dallas und Los Angeles, wo sie zurzeit lebt. Dadurch war es ihr möglich bei zahlreichen Agenturen vorzusprechen.
Neben der Schauspielerei interessiert sie sich für Surfen, Basketball und Reiten. Sie erhielt Hausunterricht.

## Karriere
Das Lied „Something About the Sunshine“, das sie mit Sterling Knight sang, erreichte Platz 81 in den Billboard Hot 100. Im Musikvideo des Songs, spielte sie die Hauptrolle. 2009 sang sie das Lied „Let it Snow“ für die Hollywood-Records-EP „All Wrapped Up“. 2010 wurde sie die jüngste Musikerin, die unter dem Hollywood Records-Label sang.
Collins gegenwärtiger Manager ist Dalevertis Hurd, zuvor sang sie auch für Gregory Curtis, den Produzenten von Yolanda Adams und Keyshia Cole. Einige Fachleute verglichen sie mit Sängerinnen wie Christina Aguilera. Eines ihrer Vorbilder ist Britney Spears, da sie ebenfalls in Louisiana aufgewachsen ist.
Für eine McDonald’s Werbung sang sie das Lied „An Excellent Source of Happiness“ und war Markenbotschafterin der Produktlinie American Girl von Mattel.

## Diskografie

### Singles
- Something About The Sunshine (Album: Starstruck)
- Girl Thing (Album: Den Brother)
- Speechless (Album: TBA)
- New Boyfriend
- Let It Snow (Album: All Wrapped Up Vol. 2)
- I Wanna Go (Summer Nightastic)
- All electric (Album: Shake it up)

### Musikvideos
| Jahr | Titel                        | Album       |
| ---- | ---------------------------- | ----------- |
| 2010 | Something About The Sunshine | StarStruck  |
| 2010 | Girl Thing                   | Den Brother |
| 2010 | Speechless                   | TBA         |

## Filmografie (Auswahl)
- 2008: B.T.K.
- 2010: Be Good to Eddie Lee (Kurzfilm)
- 2014: When The Game Stands Tall
- 2015: Scream Queens (Fernsehserie, 3 Folgen)